# Imetit
Imetit je agonist histaminskog H3 receptora.